# Hawthorne (Nevada)
Pour les articles homonymes, voir Hawthorne.
La census-designated place de Hawthorne est le siège du comté de Mineral, dans l’État du Nevada, aux États-Unis. Sa population s’élevait à 3 269 habitants lors du recensement de 2010.

## Démographie
| Groupe            | Hawthorne | Nevada | États-Unis |
| ----------------- | --------- | ------ | ---------- |
| Blancs            | 83,6      | 66,2   | 72,4       |
| Afro-Américains   | 5,1       | 8,1    | 12,6       |
| Métis             | 3,8       | 4,7    | 2,9        |
| Amérindiens       | 3,2       | 1,2    | 0,9        |
| Autres            | 2,7       | 12,0   | 6,2        |
| Asiatiques        | 1,5       | 7,2    | 4,8        |
| Océaniens         | 0,2       | 0,6    | 0,2        |
| Total             | 100       | 100    | 100        |
|                   |           |        |            |
| Latino-Américains | 9,7       | 26,5   | 16,7       |

Selon l'American Community Survey, pour la période 2011-2015, 91,01 % de la population âgée de plus de 5 ans déclare parler l'anglais à la maison, 3,68 % l'espagnol, 2,37 % le gujarati, 1,22 % le vietnamien, 0,54 % le paiute du Nord et 1,18 % une autre langue.